# Psyllaephagus nartshukae
Psyllaephagus nartshukae är en stekelart som beskrevs av Trjapitzin 1986. Psyllaephagus nartshukae ingår i släktet Psyllaephagus och familjen sköldlussteklar. Inga underarter finns listade i Catalogue of Life.